# Серија А Италије у кошарци
Серија А Италије у кошарци (енгл. Lega Basket Serie A) је назив прве професионалне кошаркашке лиге у Италији. Лига се састоји од 16 тимова који играју 30 кола, након чега првих осам тимова одлазе у плеј-оф. Четвртфинале и полуфинале плејофа се игра на 3 добијене, а финале на 4 добијене утакмице.

## Историја
Национална лига Италије је први пут организована 1920. године. Први освајач титуле је био Сеф Констанца Милано, а тим који држи рекорд по броју титула је Олимпија Милано који су освојили ово такмичење 31 пута. Последњих година лигом доминира неколико тимова:
- Виртус Болоња, са пет титула у периоду између 1993. и 2001.
- Бенетон Тревизо, са пет титула од 1992.
- Виртусов градски ривал Фортитудо, иако су освојили само две титуле, 11 година (између 1996. и 2006.) су наступали у плеј-офу.
- Монтепаски Сијена, са осам титула од 2004.

До 2000-тих година Италијанска лига је била сматрана најјачом у Европи, али тренутно то место припада шпанској АЦБ лиги.

## Капацитет дворана
До сада су сви тимови своје утакмице могли да играју у дворанама капацитета 3,500 места, али од сезоне 2012/13. сви тимови морају имати хале са минимум капацитета 5.000 седећих места.

## Клубови у сезони 2018/19.
| Тим                             | Град            |
| ------------------------------- | --------------- |
| Алма Трст                       | Трст            |
| Ваноли Кремона                  | Кремона         |
| Грисин Бон Ређо Емилија         | Ређо Емилија    |
| Динамо Банко ди Сардења Сасари  | Сасари          |
| Доломити Енерђија Тренто        | Тренто          |
| Ђермани Бреша                   | Бреша           |
| Армани ексчејнџ Олимпија Милано | Милано          |
| Енел Бриндизи                   | Бриндизи        |
| Консалтинвест Пезаро            | Пезаро          |
| Опенџобметис Варезе             | Варезе          |
| ОриОра Пистоја                  | Пистоја         |
| Ред октобер Канту               | Канту           |
| Сегафредо Виртус Болоња         | Болоња          |
| Сидигас Авелино                 | Авелино         |
| Умана Рејер Венеција            | Венеција/Местре |
| Фијат Торино                    | Торино          |

## Титуле по клубовима
| Титуле | Клуб                                                                                |
| ------ | ----------------------------------------------------------------------------------- |
| 31     | Олимпија Милано                                                                     |
| 17     | Виртус Болоња                                                                       |
| 10     | Варезе                                                                              |
| 8      | Монтепаски Сијена                                                                   |
| 6      | АССИ Милано                                                                         |
| 5      | Гинастика Триестина, Бенетон Тревизо                                                |
| 4      | Гинастика Рома, Рејер Венеција Местре                                               |
| 3      | Канту                                                                               |
| 2      | Скаволини Пезаро, Фортитудо Болоња                                                  |
| 1      | СЕФ Костанца Милано, Интернационале Милано, Виртус Рома, Јувеказерта, Динамо Сасари |

## Досадашња првенства (1920-)
| Сезона   | Првак                                                                                  | Рез. финала                                                                            | Вицепрвак                                                                              | МВП сезоне                                                                             | МВП финала                                                                             |                                                                                        |                                                                                        |
| 1920.    | СЕФ Констанца Милано                                                                   | —                                                                                      | —                                                                                      | —                                                                                      | —                                                                                      |                                                                                        |                                                                                        |
| 1921.    | АССИ Милано                                                                            | —                                                                                      | —                                                                                      | —                                                                                      | —                                                                                      |                                                                                        |                                                                                        |
| 1922.    | АССИ Милано                                                                            | —                                                                                      | СЕФ Констанца Милано                                                                   | —                                                                                      | —                                                                                      |                                                                                        |                                                                                        |
| 1923.    | Интернационале Милано                                                                  | —                                                                                      | Гинастика Комензе                                                                      | —                                                                                      | —                                                                                      |                                                                                        |                                                                                        |
| 1924.    | АССИ Милано                                                                            | —                                                                                      | Каироли Новара                                                                         | —                                                                                      | —                                                                                      |                                                                                        |                                                                                        |
| 1925.    | АССИ Милано                                                                            | —                                                                                      | Про Рома                                                                               | —                                                                                      | —                                                                                      |                                                                                        |                                                                                        |
| 1926.    | АССИ Милано                                                                            | —                                                                                      | ИМКА Торино                                                                            | —                                                                                      | —                                                                                      |                                                                                        |                                                                                        |
| 1927.    | АССИ Милано                                                                            | —                                                                                      | ИМКА Торино                                                                            | —                                                                                      | —                                                                                      |                                                                                        |                                                                                        |
| 1928.    | Гинастика Рома                                                                         | —                                                                                      | СЕФ Констанца Милано                                                                   | —                                                                                      | —                                                                                      |                                                                                        |                                                                                        |
| 1929.    | —                                                                                      | —                                                                                      | —                                                                                      | —                                                                                      | —                                                                                      |                                                                                        |                                                                                        |
| 1930.    | Гинастика Триестина                                                                    | —                                                                                      | Гинастика Рома                                                                         | —                                                                                      | —                                                                                      |                                                                                        |                                                                                        |
| 1931.    | Гинастика Рома                                                                         | —                                                                                      | Гинастика Триестина                                                                    | —                                                                                      | —                                                                                      |                                                                                        |                                                                                        |
| 1932.    | Гинастика Триестина                                                                    | —                                                                                      | Палаканестро Наполи                                                                    | —                                                                                      | —                                                                                      |                                                                                        |                                                                                        |
| 1933.    | Гинастика Рома                                                                         | —                                                                                      | Оса Милано                                                                             | —                                                                                      | —                                                                                      |                                                                                        |                                                                                        |
| 1934.    | Гинастика Триестина                                                                    | —                                                                                      | Олимпија Милано                                                                        | —                                                                                      | —                                                                                      |                                                                                        |                                                                                        |
| 1935.    | Гинастика Рома                                                                         | —                                                                                      | Гинастика Триестина                                                                    | —                                                                                      | —                                                                                      |                                                                                        |                                                                                        |
| 1935/36. | Олимпија Милано                                                                        | —                                                                                      | Виртус Болоња                                                                          | —                                                                                      | —                                                                                      |                                                                                        |                                                                                        |
| 1936/37. | Олимпија Милано                                                                        | —                                                                                      | Ла Филотекника Милано                                                                  | —                                                                                      | —                                                                                      |                                                                                        |                                                                                        |
| 1937/38. | Олимпија Милано                                                                        | —                                                                                      | Виртус Болоња                                                                          | —                                                                                      | —                                                                                      |                                                                                        |                                                                                        |
| 1938/39. | Олимпија Милано                                                                        | —                                                                                      | Гинастика Триестина                                                                    | —                                                                                      | —                                                                                      |                                                                                        |                                                                                        |
| 1939/40. | Гинастика Триестина                                                                    | —                                                                                      | Виртус Болоња                                                                          | —                                                                                      | —                                                                                      |                                                                                        |                                                                                        |
| 1940/41. | Гинастика Триестина                                                                    | —                                                                                      | Олимпија Милано                                                                        | —                                                                                      | —                                                                                      |                                                                                        |                                                                                        |
| 1941/42. | Рејер Венеција Местре                                                                  | —                                                                                      | Мусолини Рома                                                                          | —                                                                                      | —                                                                                      |                                                                                        |                                                                                        |
| 1942/43. | Рејер Венеција Местре                                                                  | —                                                                                      | Виртус Болоња                                                                          | —                                                                                      | —                                                                                      |                                                                                        |                                                                                        |
| 1945/46. | Виртус Болоња                                                                          | —                                                                                      | Рејер Венеција Местре                                                                  | —                                                                                      | —                                                                                      |                                                                                        |                                                                                        |
| 1946/47. | Виртус Болоња                                                                          | —                                                                                      | Гинастика Триестина                                                                    | —                                                                                      | —                                                                                      |                                                                                        |                                                                                        |
| 1947/48. | Виртус Болоња                                                                          | —                                                                                      | Гинастика Рома                                                                         | —                                                                                      | —                                                                                      |                                                                                        |                                                                                        |
| 1948/49. | Виртус Болоња                                                                          | —                                                                                      | Варезе                                                                                 | —                                                                                      | —                                                                                      |                                                                                        |                                                                                        |
| 1949/50. | Олимпија Милано                                                                        | —                                                                                      | Виртус Болоња                                                                          | —                                                                                      | —                                                                                      |                                                                                        |                                                                                        |
| 1950/51. | Олимпија Милано                                                                        | —                                                                                      | Гинастика Рома                                                                         | —                                                                                      | —                                                                                      |                                                                                        |                                                                                        |
| 1951/52. | Олимпија Милано                                                                        | —                                                                                      | Виртус Болоња                                                                          | —                                                                                      | —                                                                                      |                                                                                        |                                                                                        |
| 1952/53. | Олимпија Милано                                                                        | —                                                                                      | Виртус Болоња                                                                          | —                                                                                      | —                                                                                      |                                                                                        |                                                                                        |
| 1953/54. | Олимпија Милано                                                                        | —                                                                                      | Ђира Болоња                                                                            | —                                                                                      | —                                                                                      |                                                                                        |                                                                                        |
| 1954/55. | Виртус Болоња                                                                          | —                                                                                      | Гинастика Триестина                                                                    | —                                                                                      | —                                                                                      |                                                                                        |                                                                                        |
| 1955/56. | Виртус Болоња                                                                          | —                                                                                      | Олимпија Милано                                                                        | —                                                                                      | —                                                                                      |                                                                                        |                                                                                        |
| 1956/57. | Олимпија Милано                                                                        | —                                                                                      | Виртус Болоња                                                                          | —                                                                                      | —                                                                                      |                                                                                        |                                                                                        |
| 1957/58. | Олимпија Милано                                                                        | —                                                                                      | Виртус Болоња                                                                          | —                                                                                      | —                                                                                      |                                                                                        |                                                                                        |
| 1958/59. | Олимпија Милано                                                                        | —                                                                                      | Виртус Болоња                                                                          | —                                                                                      | —                                                                                      |                                                                                        |                                                                                        |
| 1959/60. | Олимпија Милано                                                                        | —                                                                                      | Виртус Болоња                                                                          | —                                                                                      | —                                                                                      |                                                                                        |                                                                                        |
| 1960/61. | Варезе                                                                                 | —                                                                                      | Виртус Болоња                                                                          | —                                                                                      | —                                                                                      |                                                                                        |                                                                                        |
| 1961/62. | Олимпија Милано                                                                        | —                                                                                      | Варезе                                                                                 | —                                                                                      | —                                                                                      |                                                                                        |                                                                                        |
| 1962/63. | Олимпија Милано                                                                        | —                                                                                      | Варезе                                                                                 | —                                                                                      | —                                                                                      |                                                                                        |                                                                                        |
| 1963/64. | Варезе                                                                                 | —                                                                                      | Олимпија Милано                                                                        | —                                                                                      | —                                                                                      |                                                                                        |                                                                                        |
| 1964/65. | Олимпија Милано                                                                        | —                                                                                      | Варезе                                                                                 | —                                                                                      | —                                                                                      |                                                                                        |                                                                                        |
| 1965/66. | Олимпија Милано                                                                        | —                                                                                      | Варезе                                                                                 | —                                                                                      | —                                                                                      |                                                                                        |                                                                                        |
| 1966/67. | Олимпија Милано                                                                        | —                                                                                      | Варезе                                                                                 | —                                                                                      | —                                                                                      |                                                                                        |                                                                                        |
| 1967/68. | Канту                                                                                  | —                                                                                      | Партенопе Наполи                                                                       | —                                                                                      | —                                                                                      |                                                                                        |                                                                                        |
| 1968/69. | Варезе                                                                                 | —                                                                                      | Олимпија Милано                                                                        | —                                                                                      | —                                                                                      |                                                                                        |                                                                                        |
| 1969/70. | Варезе                                                                                 | —                                                                                      | Олимпија Милано                                                                        | —                                                                                      | —                                                                                      |                                                                                        |                                                                                        |
| 1970/71. | Варезе                                                                                 | —                                                                                      | Олимпија Милано                                                                        | —                                                                                      | —                                                                                      |                                                                                        |                                                                                        |
| 1971/72. | Олимпија Милано                                                                        | —                                                                                      | Варезе                                                                                 | —                                                                                      | —                                                                                      |                                                                                        |                                                                                        |
| 1972/73. | Варезе                                                                                 | —                                                                                      | Олимпија Милано                                                                        | —                                                                                      | —                                                                                      |                                                                                        |                                                                                        |
| 1973/74. | Варезе                                                                                 | —                                                                                      | Олимпија Милано                                                                        | —                                                                                      | —                                                                                      |                                                                                        |                                                                                        |
| 1974/75. | Канту                                                                                  | —                                                                                      | Варезе                                                                                 | —                                                                                      | —                                                                                      |                                                                                        |                                                                                        |
| 1975/76. | Виртус Болоња                                                                          | —                                                                                      | Варезе                                                                                 | —                                                                                      | —                                                                                      |                                                                                        |                                                                                        |
| 1976/77. | Варезе                                                                                 | 2:0                                                                                    | Виртус Болоња                                                                          | —                                                                                      | —                                                                                      |                                                                                        |                                                                                        |
| 1977/78. | Варезе                                                                                 | 2:1                                                                                    | Виртус Болоња                                                                          | —                                                                                      | —                                                                                      |                                                                                        |                                                                                        |
| 1978/79. | Виртус Болоња                                                                          | 2:0                                                                                    | Олимпија Милано                                                                        | —                                                                                      | —                                                                                      |                                                                                        |                                                                                        |
| 1979/80. | Виртус Болоња                                                                          | 2:0                                                                                    | Канту                                                                                  | —                                                                                      | —                                                                                      |                                                                                        |                                                                                        |
| 1980/81. | Канту                                                                                  | 2:1                                                                                    | Виртус Болоња                                                                          | —                                                                                      | —                                                                                      |                                                                                        |                                                                                        |
| 1981/82. | Олимпија Милано                                                                        | 2:0                                                                                    | Викторија Либертас Пезаро                                                              | —                                                                                      | —                                                                                      |                                                                                        |                                                                                        |
| 1982/83. | Виртус Рома                                                                            | 2:1                                                                                    | Олимпија Милано                                                                        | —                                                                                      | —                                                                                      |                                                                                        |                                                                                        |
| 1983/84. | Виртус Болоња                                                                          | 2:1                                                                                    | Олимпија Милано                                                                        | —                                                                                      | —                                                                                      |                                                                                        |                                                                                        |
| 1984/85. | Олимпија Милано                                                                        | 2:0                                                                                    | Викторија Либертас Пезаро                                                              | —                                                                                      | —                                                                                      |                                                                                        |                                                                                        |
| 1985/86. | Олимпија Милано                                                                        | 2:1                                                                                    | Јувеказерта                                                                            | —                                                                                      | —                                                                                      |                                                                                        |                                                                                        |
| 1986/87. | Олимпија Милано                                                                        | 3:0                                                                                    | Јувеказерта                                                                            | —                                                                                      | —                                                                                      |                                                                                        |                                                                                        |
| 1987/88. | Викторија Либертас Пезаро                                                              | 3:1                                                                                    | Олимпија Милано                                                                        | —                                                                                      | —                                                                                      |                                                                                        |                                                                                        |
| 1988/89. | Олимпија Милано                                                                        | 3:2                                                                                    | Либертас Ливорно                                                                       | —                                                                                      | —                                                                                      |                                                                                        |                                                                                        |
| 1989/90. | Викторија Либертас Пезаро                                                              | 3:1                                                                                    | Варезе                                                                                 | —                                                                                      | —                                                                                      |                                                                                        |                                                                                        |
| 1990/91. | Јувеказерта                                                                            | 3:2                                                                                    | Олимпија Милано                                                                        | —                                                                                      | —                                                                                      |                                                                                        |                                                                                        |
| 1991/92. | Тревизо                                                                                | 3:1                                                                                    | Викторија Либертас Пезаро                                                              | —                                                                                      | —                                                                                      |                                                                                        |                                                                                        |
| 1992/93. | Виртус Болоња                                                                          | 3:0                                                                                    | Тревизо                                                                                | —                                                                                      | —                                                                                      |                                                                                        |                                                                                        |
| 1993/94. | Виртус Болоња                                                                          | 3:2                                                                                    | Викторија Либертас Пезаро                                                              | Карлтон Мајерс                                                                         | —                                                                                      |                                                                                        |                                                                                        |
| 1994/95. | Виртус Болоња                                                                          | 3:0                                                                                    | Тревизо                                                                                | Стефано Рускони                                                                        | —                                                                                      |                                                                                        |                                                                                        |
| 1995/96. | Олимпија Милано                                                                        | 3:1                                                                                    | Фортитудо Болоња                                                                       | Хенри Вилијамс                                                                         | —                                                                                      |                                                                                        |                                                                                        |
| 1996/97. | Тревизо                                                                                | 3:2                                                                                    | Фортитудо Болоња                                                                       | Карлтон Мајерс                                                                         | —                                                                                      |                                                                                        |                                                                                        |
| 1997/98. | Виртус Болоња                                                                          | 3:2                                                                                    | Фортитудо Болоња                                                                       | Предраг Даниловић                                                                      | —                                                                                      |                                                                                        |                                                                                        |
| 1998/99. | Варезе                                                                                 | 3:0                                                                                    | Тревизо                                                                                | Винћенцо Еспозито                                                                      | —                                                                                      |                                                                                        |                                                                                        |
| 1999/00. | Фортитудо Болоња                                                                       | 3:1                                                                                    | Тревизо                                                                                | Винћенцо Еспозито                                                                      | —                                                                                      |                                                                                        |                                                                                        |
| 2000/01. | Виртус Болоња                                                                          | 3:0                                                                                    | Фортитудо Болоња                                                                       | Емануел Ђинобили                                                                       | —                                                                                      |                                                                                        |                                                                                        |
| 2001/02. | Тревизо                                                                                | 3:0                                                                                    | Фортитудо Болоња                                                                       | Емануел Ђинобили                                                                       | —                                                                                      |                                                                                        |                                                                                        |
| 2002/03. | Тревизо                                                                                | 3:1                                                                                    | Фортитудо Болоња                                                                       | Масимо Булери                                                                          | —                                                                                      |                                                                                        |                                                                                        |
| 2003/04. | Монтепаски Сијена                                                                      | 3:0                                                                                    | Фортитудо Болоња                                                                       | Ђанлука Базиле                                                                         | Дејвид Андерсен                                                                        |                                                                                        |                                                                                        |
| 2004/05. | Фортитудо Болоња                                                                       | 3:1                                                                                    | Олимпија Милано                                                                        | Масимо Булери                                                                          | Ђанлука Базиле                                                                         |                                                                                        |                                                                                        |
| 2005/06. | Тревизо                                                                                | 3:1                                                                                    | Фортитудо Болоња                                                                       | Лин Грир                                                                               | Рамунас Шишкаускас                                                                     |                                                                                        |                                                                                        |
| 2006/07. | Монтепаски Сијена                                                                      | 3:0                                                                                    | Виртус Болоња                                                                          | Терел Мекинтајер                                                                       | Римантас Каукенас                                                                      |                                                                                        |                                                                                        |
| 2007/08. | Монтепаски Сијена                                                                      | 4:1                                                                                    | Виртус Рома                                                                            | Данило Галинари                                                                        | Терел Мекинтајер                                                                       |                                                                                        |                                                                                        |
| 2008/09. | Монтепаски Сијена                                                                      | 4:0                                                                                    | Олимпија Милано                                                                        | Терел Мекинтајер                                                                       | Терел Мекинтајер                                                                       |                                                                                        |                                                                                        |
| 2009/10. | Монтепаски Сијена                                                                      | 4:0                                                                                    | Олимпија Милано                                                                        | Ромен Сато                                                                             | Терел Мекинтајер                                                                       |                                                                                        |                                                                                        |
| 2010/11. | Монтепаски Сијена                                                                      | 4:1                                                                                    | Канту                                                                                  | Омар Томас                                                                             | Бо Макејлеб                                                                            |                                                                                        |                                                                                        |
| 2011/12. | Монтепаски Сијена                                                                      | 4:1                                                                                    | Олимпија Милано                                                                        | Бо Макејлеб                                                                            | Бо Макејлеб                                                                            |                                                                                        |                                                                                        |
| 2012/13. | Монтепаски Сијена                                                                      | 4:1                                                                                    | Виртус Рома                                                                            | Луиђи Датоме                                                                           | Данијел Хакет                                                                          |                                                                                        |                                                                                        |
| 2013/14. | Олимпија Милано                                                                        | 4:3                                                                                    | Монтепаски Сијена                                                                      | Дрејк Динер                                                                            | Алесандро Ђентиле                                                                      |                                                                                        |                                                                                        |
| 2014/15. | Динамо Сасари                                                                          | 4:3                                                                                    | Ређана                                                                                 | Тони Мичел                                                                             | Раким Сандерс                                                                          |                                                                                        |                                                                                        |
| 2015/16. | Олимпија Милано                                                                        | 4:2                                                                                    | Ређана                                                                                 | Џејмс Нанели                                                                           | Раким Сандерс                                                                          |                                                                                        |                                                                                        |
| 2016/17. | Рејер Венеција Местре                                                                  | 4:2                                                                                    | Аквила баскет Тренто                                                                   | Маркус Ландри                                                                          | Мелвин Еџим                                                                            |                                                                                        |                                                                                        |
| 2017/18. | Олимпија Милано                                                                        | 4:2                                                                                    | Аквила баскет Тренто                                                                   | Џејсон Рич                                                                             | Ендру Гаудлок                                                                          |                                                                                        |                                                                                        |
| 2018/19. | Рејер Венеција Местре                                                                  | 4:3                                                                                    | Динамо Сасари                                                                          | Дру Крофорд                                                                            | Остин Деј                                                                              |                                                                                        |                                                                                        |
| 2019/20. | Због пандемије ковида 19 сезона је поништена па ниједан клуб није проглашен за првака. | Због пандемије ковида 19 сезона је поништена па ниједан клуб није проглашен за првака. | Због пандемије ковида 19 сезона је поништена па ниједан клуб није проглашен за првака. | Због пандемије ковида 19 сезона је поништена па ниједан клуб није проглашен за првака. | Због пандемије ковида 19 сезона је поништена па ниједан клуб није проглашен за првака. | Због пандемије ковида 19 сезона је поништена па ниједан клуб није проглашен за првака. | Због пандемије ковида 19 сезона је поништена па ниједан клуб није проглашен за првака. |
| 2020/21. | Виртус Болоња                                                                          | 4:0                                                                                    | Олимпија Милано                                                                        | Стефано Тонут                                                                          | Милош Теодосић                                                                         |                                                                                        |                                                                                        |
| 2021/22. | Олимпија Милано                                                                        | 4:2                                                                                    | Виртус Болоња                                                                          | Амедео Дела Вале                                                                       | / Шевон Шилдс                                                                          |                                                                                        |                                                                                        |
| 2022/23. | Олимпија Милано                                                                        | 4:3                                                                                    | Виртус Болоња                                                                          | Колби Рос                                                                              | Луиђи Датоме                                                                           |                                                                                        |                                                                                        |
| 2023/24. | Олимпија Милано                                                                        | 3:1                                                                                    | Виртус Болоња                                                                          | Марко Белинели                                                                         | / Никола Миротић                                                                       |                                                                                        |                                                                                        |
| 2024/25. | Виртус Болоња                                                                          | 3:0                                                                                    | Бреша                                                                                  | Миро Билан                                                                             | Торнике Шенгелија                                                                      |                                                                                        |                                                                                        |